# Kneu
De kneu (Linaria cannabina; synoniem: Carduelis cannabina) is een zangvogel uit de familie van de Vinkachtigen (Fringillidae).

## Kenmerken
Het 13,5 cm lange mannetje is te herkennen aan het rood van kruin en borst, meestal is de kleur afgedekt door de grijze veerranden. Het dier heeft een grijsbruine kop. De rug en mantel zijn kastanjebruin. De donkerbruine staart heeft witte randen. Het vrouwtje is over het geheel wat meer streperig getekend dan de man.

## Leefwijze
De kneu is een zaadeter die zich voedt met zaden van bomen en ruigtekruiden zoals hennep en vlas (resp. Cannabis en Linum - de wetenschappelijke namen van de kneu zijn hiervan afgeleid), en insecten en larven.

## Voortplanting
De stevige nesten zijn gevoerd met haartjes, veertjes of pluisjes. Het legsel bestaat uit vier tot zes witte tot lichtblauwe eieren met rode vlekjes, die in 12 tot 14 dagen door beide ouders worden uitgebroed.

## Verspreiding en leefgebied
Hij komt voor in Europa, Noord-Afrika en West-Azië. Het is een typische vogel van ouderwets agrarisch cultuurland met dorpen, houtsingels en heggen met veel groen.
De soort telt zeven ondersoorten:
- L. c. autochthona: Schotland.
- L. c. cannabina: westelijk, centraal en noordelijk Europa, westelijk en het zuidelijke deel van Centraal-Siberië.
- L. c. bella: van het Midden-Oosten tot Mongolië en noordwestelijk China.
- L. c. mediterranea: het Iberisch Schiereiland, Italië, Griekenland, noordwestelijk Afrika en de mediterrane eilanden.
- L. c. nana: Madeira.
- L. c. meadewaldoi: de westelijke en centrale Canarische Eilanden.
- L. c. harterti: de oostelijke Canarische Eilanden.

Vogels die in Nederland broeden trekken in de winter naar Zuid-Spanje en Marokko. Vogels uit het noorden trekken hier door. In de winter zijn er weinig kneuen, zeker als het echt koud wordt. De kneu trekt in grote aantallen door in april en oktober.

### Status in Nederland
Volgens SOVON ging het aantal broedparen in de periode 1990-2007 geleidelijk achteruit. Dit komt door de verschraling van het agrarisch cultuurlandschap, dat steeds grootschaliger wordt. Daarom is de soort in 2004 als gevoelig op de Nederlandse rode lijst gezet. Vanaf 2010 is er weer een kleine toename zichtbaar. In de periode 2018-2020 waren er ongeveer 33.000-55.000 broedparen in Nederland.

## Volksnamen
De kneu kent van oudsher veel benamingen in de volksmond, zoals vlasvink, vlamsijs, robijntje (Utrecht, Groningen en Friesland), tukker (Gelderland), hennepvink en kneuter.

## Verwijzingen
- De Haagse straat de Kneuterdijk is naar de Kneu vernoemd.

## Video
- Zingende kneu